# Zulfikar Džumhur
Zulfikar Džumhur ps. Zuko (ur. 24 września 1920 w Konjicu, zm. 27 listopada 1989 w Herceg Novi) – jugosłowiański pisarz, scenarzysta i karykaturzysta, pochodzenia bośniackiego.

## Życiorys
Był synem imama Abduselama Džumhura (1885-1933) i Vasviji z d. Tufo. W dzieciństwie wraz z rodziną przeniósł się z Konjica do Belgradu, gdzie jego ojciec otrzymał posadę w armii jugosłowiańskiej. Po ukończeniu dwóch klas szkoły średniej przeniósł się do Sarajewa, gdzie w 1939 ukończył szkołę średnią. Rozpoczął studia na Wydziale Prawa Uniwersytetu w Belgradzie, ale wkrótce je przerwał. Studia dokończył w Akademii Sztuk Pięknych w Belgradzie (klasa Petara Dobrovicia).
W latach 70. Džumhur wraz z grupą zaprzyjaźnionych artystów bywał częstym gościem belgradzkiej dzielnicy Skadarlija. Z pomocą przyjaciół odnowił kawiarnię Tri šešira (Trzy kapelusze), która stała się miejscem spotkań środowiska artystycznego.

## Twórczość
W 1947 Džumhur opublikował swoje pierwsze karykatury w czasopiśmie wojskowym. Wkrótce stał się jednym z najbardziej cenionych karykaturzystów, publikując swoje dzieła w Politice, Borbie, Oslobođenju, a także w magazynach NIN i Danas. Dorobek twórczy Džumhura obejmuje ponad 10 tysięcy karykatur i ilustracji. Przez ponad dziesięć lat występował w programie Hodoljublje, wyświetlanym przez TV Sarajevo. Pisał scenariusze do filmów krótkometrażowych i programów telewizyjnych.
W 1958 opublikował swoją pierwszą książkę Nekrolog jednoj čaršiji (Nekrolog małego miasteczka), opowiadając historię bośniackiego miasta Počitelj od średniowiecza do czasów współczesnych w konwencji relacji z podróży. Do tej konwencji nawiązywał w kolejnych książkach, przedstawiających podróżnicze opowieści Džumhura.

## Dzieła wybrane
- 1958: Nekrolog jednoj čaršiji (przedmowa: Ivo Andrić)
- 1973: Pisma iz Azije (Listy z Azji)
- 1982: Putovanje bijelom Ladom (Podróż białą Ładą)
- 1991: Izabrana djela (Utwory zebrane, wydanie pośmiertne)
- Pisma iz Afrike i Evrope (Listy z Afryki i Europy)
- Stogodišnje priče (Stuletnie opowieści)
- Adakale
- Zelena čoja Montenegra (Zielony dywan Czarnogóry, wspólnie z Momo Kaporem)